# Jim Jacobs
Jim Jacobs (Chicago, 7 ottobre 1942) è un compositore, librettista, paroliere e attore statunitense.

## Biografia
Jim Jacobs è nato a Chicago, figlio di Norma Mathison e Harold Jacobs. Cominciò a suonare e comporre musica rock durante l'adolescenza e a partire dagli anni sessanta recitò in oltre cinquanta tra opere di prosa e musical in scena a Chicago e nell'Illinois. Nel 1970 fece il suo debutto a Broadway in veste d'attore con la commedia No Place to be Somebody, in cui continuò a recitare anche nel tour statunitense.
Jacobs è noto soprattutto essere stato l'autore insieme a Warren Casey del musical Grease, di cui scrisse il libretto, la colonna sonora e i testi. Il musical debuttò a Chicago nel 1971, a Broadway nel 1972 e a Londra nel 1973. Il successo internazionale del musical, consolidato dall'omonimo film con John Travolta e Olivia Newton-John, portò lo show ad essere portato in scena in oltre 30 Paesi, facendo il suo debutto in Italia nel 1997. Grease inoltre valse a Jacobs e Casey una candidatura al Tony Award al miglior libretto di un musical e al Grammy Award al miglior album di un musical teatrale. Nessuno di lavori successi di Jacobs godette del successo di Grease, anche se l'autore tornò a collaborare con Casey nei musical Island of Lost Coeds.
Jim Jacobs è stato sposato con Diane Rita Gomez dal 1965 al 1974 e con Denise Nettleton dal 1978. Jacobs è padre di tre figli.

## Filmografia

### Attore
- America, America, dove vai?, regia di Haskell Wexler (1969)
- Love in a Taxi, regia di Robert Sickinger (1980)

### Compositore
- Grease - Brillantina (Grease), regia di Randal Kleiser (1978)